# Dwight Frederick Boyden
Dwight Frederick Boyden, né en 1860 à Boston et mort en 1933, est un peintre américain.

## Biographie
Dwight Frederick Boyden naît à Boston, en 1860. Élève, à l'Académie Julian à Paris, de Gustave Boulanger et de Jules Lefebvre. Au Salon de Paris de 1900, il est récompensé d'une médaille d'or de 3e classe pour son tableau Fin d'une journée pluvieuse. En 1902, il est membre du Salmagundi Club. Il expose à Boston.
En France, en 1888, il demeure à Paris au no 2 de la rue Aumont-Thiéville et également à Trépied, sur la Côte d'Opale, avec un groupe de peintres étrangers comme les Anglais William Lee Hankey et Annie L. Simpson, les Australiens Arthur Baker-Clack, les sœurs Alison et Iso Rae et les Américains Myron G. Barlow et Chester C. Hayes. Il fait partie de l'École d'Étaples. Une de ses œuvres est exposée lors de l'inauguration, en 1932, du musée du Touquet-Paris-Plage.